# Bolton (Mississippi)
Bolton é uma cidade  localizada no estado americano de Mississippi, no Condado de Hinds.

## Demografia
Segundo o censo americano de 2000, a sua população era de 629 habitantes. 
Em 2006, foi estimada uma população de 609, um decréscimo de 20 (-3.2%).

## Geografia
De acordo com o United States Census Bureau tem uma área de 
4,0 km², dos quais 4,0 km² cobertos por terra e 0,0 km² cobertos por água.

## Localidades na vizinhança
O diagrama seguinte representa as localidades num raio de 28 km ao redor de Bolton. 